# David González (kolumbijski piłkarz)
David González Giraldo (ur. 20 lipca 1982) to kolumbijski piłkarz występujący na pozycji bramkarza.

## Kariera klubowa
Gonzalez rozpoczął swoją karierę w Independiente Medellín, klubie z rodzinnego miasta. W 2002 roku, w wieku 20 lat został najmłodszym najlepszym bramkarzem ligi w historii kolumbijskiego futbolu. W 2006 roku przeszedł Deportivo Cali, zaś roku później wzmocnił Çaykur Rizespor, w którym występował przez następny rok. W 2009 roku przez krótki czas był graczem argentyńskiego CA Huracán, a następnie został wolnym agentem. Pod koniec 2009 roku udał się na testy do Manchesteru City, z którym ostatecznie w styczniu 2010 roku podpisał kontrakt.

## Kariera reprezentacyjna
Swoje pierwsze powołania do reprezentacji Kolumbii Gonzalez otrzymał na towarzyskie spotkania z reprezentacją Szwajcarii i reprezentacją Paragwaju. Oba mecze zostały wygrane przez Kolumbię.